# Brands Hatch

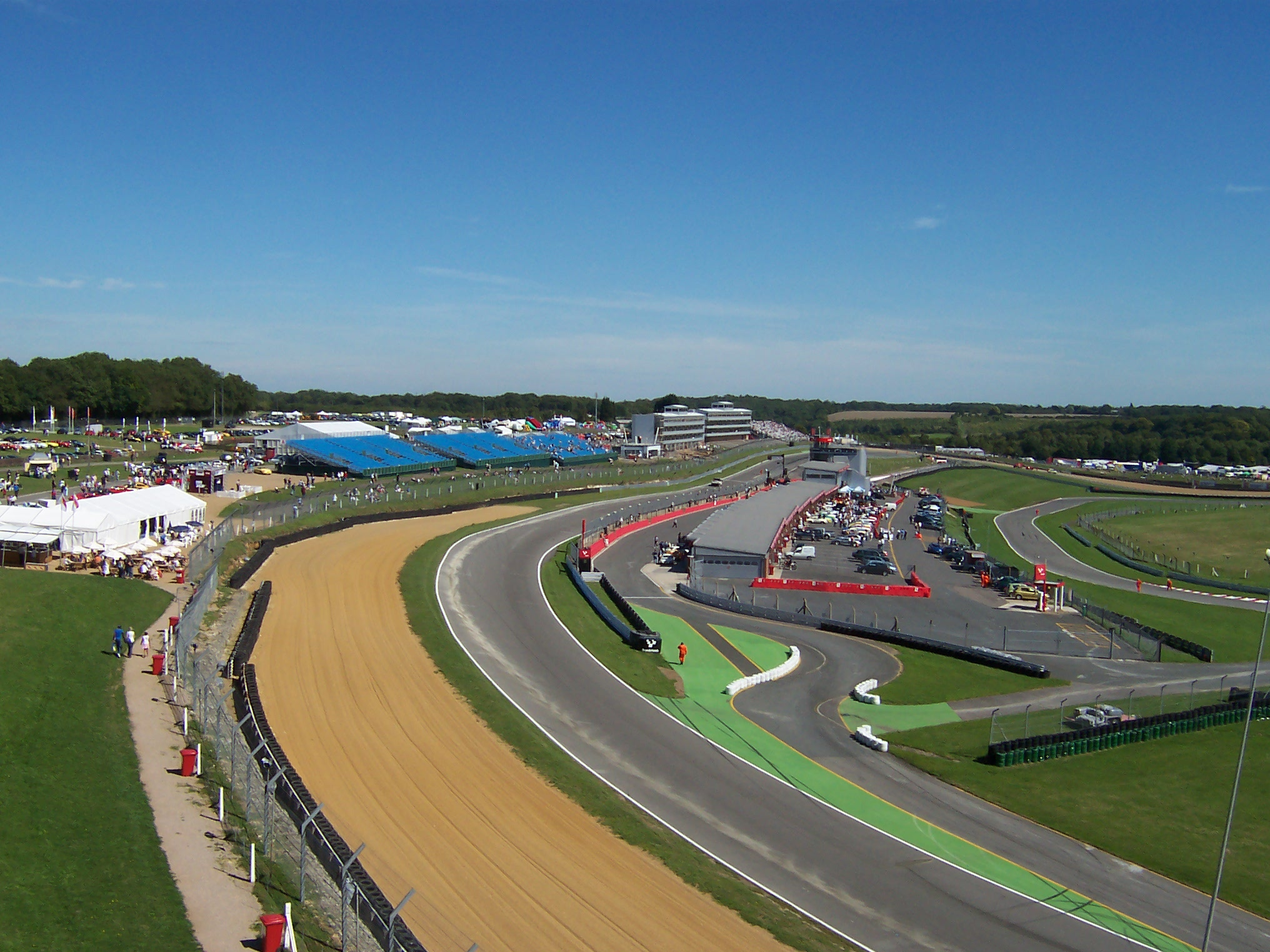
Brands Hatch – Brabham Straight

Brands Hatch (pełna nazwa Brands Hatch Race Circuit) – tor wyścigowy w Wielkiej Brytanii, położony w pobliżu miasta Fawkham w hrabstwie Kent, około 35 kilometrów na południowy wschód od Londynu.
Tor ma dwie konfiguracje, dłuższą – tzw. Grand Prix o długości 3.703 km, oraz krótszą Indy Circuit, która mierzy 1.929 km.
W latach 1964–1986 odbyło się tutaj 14 wyścigów zaliczanych do punktacji Mistrzostw Świata Formuły 1. Dwanaście z nich nosiło nazwę Grand Prix Wielkiej Brytanii, natomiast dwa (w 1983 oraz 1985 roku) – Grand Prix Europy.
Tor gościł uczestników Grand Prix Wielkiej Brytanii w latach parzystych, bowiem w latach nieparzystych wyścig ten odbywał się na obiekcie Silverstone. W latach nieparzystych na Brands Hatch rozgrywano niezaliczane do punktacji F1 zawody o nazwie Victory Race oraz – w latach późniejszych – Race of Champions.
Dwukrotnie, w latach 1978 i 2003, Brands Hatch było areną wyścigów serii Champ Car. W drugim przypadku kierowcy ścigali się na krótszej wersji – Indy Circuit.
Na torze Brands Hatch rozgrywane są zawody serii międzynarodowych: A1 Grand Prix, World Touring Car Championship, Deutsche Tourenwagen Masters, World Superbike, Formuły 2, a także narodowych: brytyjskich serii motocyklowych, Formuły 3 oraz British Touring Car Championship.
Rekord toru w konfiguracji Grand Prix należy do Nigela Mansella, który podczas wyścigu Formuły 1 w 1986 roku osiągnął czas 1:09.593.
W 1971 roku podczas wyścigu Victory Race na tym torze zginął szwajcarski kierowca Jo Siffert. W 2009 w wyniku obrażeń odniesionych w wyścigu Formuły 2 zginął brytyjski kierowca Henry Surtees.

## ZwycięzcyGrand Prix Europy Formuły 1na torze Brands Hatch
| Sezon | Kierowca      | Zespół         |        |
| ----- | ------------- | -------------- | ------ |
| 1983  | Nelson Piquet | Brabham-BMW    | Wyniki |
| 1985  | Nigel Mansell | Williams-Honda | Wyniki |

## ZwycięzcyGrand Prix Wielkiej Brytanii Formuły 1na torze Brands Hatch
| Sezon | Kierowca           | Zespół         |        |
| ----- | ------------------ | -------------- | ------ |
| 1964  | Jim Clark          | Lotus-Climax   | Wyniki |
| 1966  | Jack Brabham       | Brabham-Repco  | Wyniki |
| 1968  | Jo Siffert         | Lotus-Ford     | Wyniki |
| 1970  | Jochen Rindt       | Lotus-Ford     | Wyniki |
| 1972  | Emerson Fittipaldi | Lotus-Ford     | Wyniki |
| 1974  | Jody Scheckter     | Tyrrell-Ford   | Wyniki |
| 1976  | Niki Lauda         | Ferrari        | Wyniki |
| 1978  | Carlos Reutemann   | Ferrari        | Wyniki |
| 1980  | Alan Jones         | Williams-Ford  | Wyniki |
| 1982  | Niki Lauda         | McLaren-Ford   | Wyniki |
| 1984  | Niki Lauda         | McLaren-TAG    | Wyniki |
| 1986  | Nigel Mansell      | Williams-Honda | Wyniki |